# Turecká mírová rada
Turecká mírová rada (turecky: Yurtta Sulh Konseyi) byl výkonný orgán vytvořený 15. července 2016 skupinou armádních úředníků v rámci tureckých ozbrojených sil. Ve stejný den zinscenoval převrat a byl pučisty prohlášen za řídící radu Turecka a do jeho čela se údajně postavil plukovník Muharrem Köse.  Pokus o převrat neúspěšně skončil den poté, 16. července 2016.

## Převzetí moci
Rada převzala moc na dobu několika hodin, když vojáci vedení pučisty obsadili sídlo turecké státní televize TRT. Tam prohlásili v živém přenosu, že tento orgán nahrazuje dosavadní tureckou státní moc (ovládanou převážně stranou AKP). Během této doby vzbouření vojáci začali obsazovat klíčové body na některých místech v Turecku.

## Cíle rady
Po formálním převzetí moci pučisté uvedli své cíle, mezi které patřilo obnovení ústavního pořádku, lidských práv a svobod, právního státu a všeobecné bezpečnosti, která byla podle pučistů zničena.

## Následky
Mírová rada nakonec nebyla schopna převzít moc poté, co byly pro-převratové síly poraženy a dosavadní vláda AKP si udržela kontrolu. Později došlo k masovému zatýkání, které se týkalo více než dvou tisíc vojáků včetně vysokých důstojníků a generálů. Objevily se spekulace, že pokus o převrat řídil bývalý velitel tureckého letectva Akın Öztürk. 